# 蘇瑤
蘇瑤（15世紀—16世紀），字朝珍，廣東廣州府順德縣人，明朝政治人物。

## 生平
弘治十四年（1501年）蘇瑤中式廣東鄉試舉人，弘治十八年（1505年）會試中副榜，授金州學正，督學姚鵬開闢五經書院，讓他擔任教師，獲推薦陞為蘇州教授，地方習俗多遊婚喪費用，又往往行水葬，他用禮儀申令禁止，改任寧津知縣，該處以軍務徵稅繁重，他就覆核稅收羨餘給與度支，人民獲得安寧，不久他的父母去世，他因此回鄉。嘉靖初年蘇瑤補任長汀知縣，汀州知府商議拓展府城，同知督工，他卻上奏並非便利，人民得知後要求罷役，故此被同僚排擠辭官，他生平教士依從臺訓，多處受他教導者都稱他為「蘇先生」。

## 引用
1. 1 2  咸豐《順德縣志·卷二十三·列傳三》：（蘇）瑤，字朝珍，宏治辛酉鄉舉，乙丑中乙榜，授金州學正，督學姚鵬闢五經書院造士，以瑤為師，薦陞蘇州府教授，俗喜遊婚喪費侈，又每水葬，瑤以禮申禁，擢令甯津，會軍興徵歛繁重，瑤覈羨稅給度支，田里晏然，未幾憂去。嘉靖初起補長汀令，汀守方議拓郡城，佐貳利督工，瑤獨上兩院議以為非便，民聞之遽驩呼罷役，竟以此受排擠歸，生平厯官教士一本曲臺訓，至今八桂、三吳、河間、汀州傳其業者尚稱蘇先生禮著。 黃通志 姚志 廣州鄉賢傳 歐虞部集 龍江鄉志